# Cà dừa

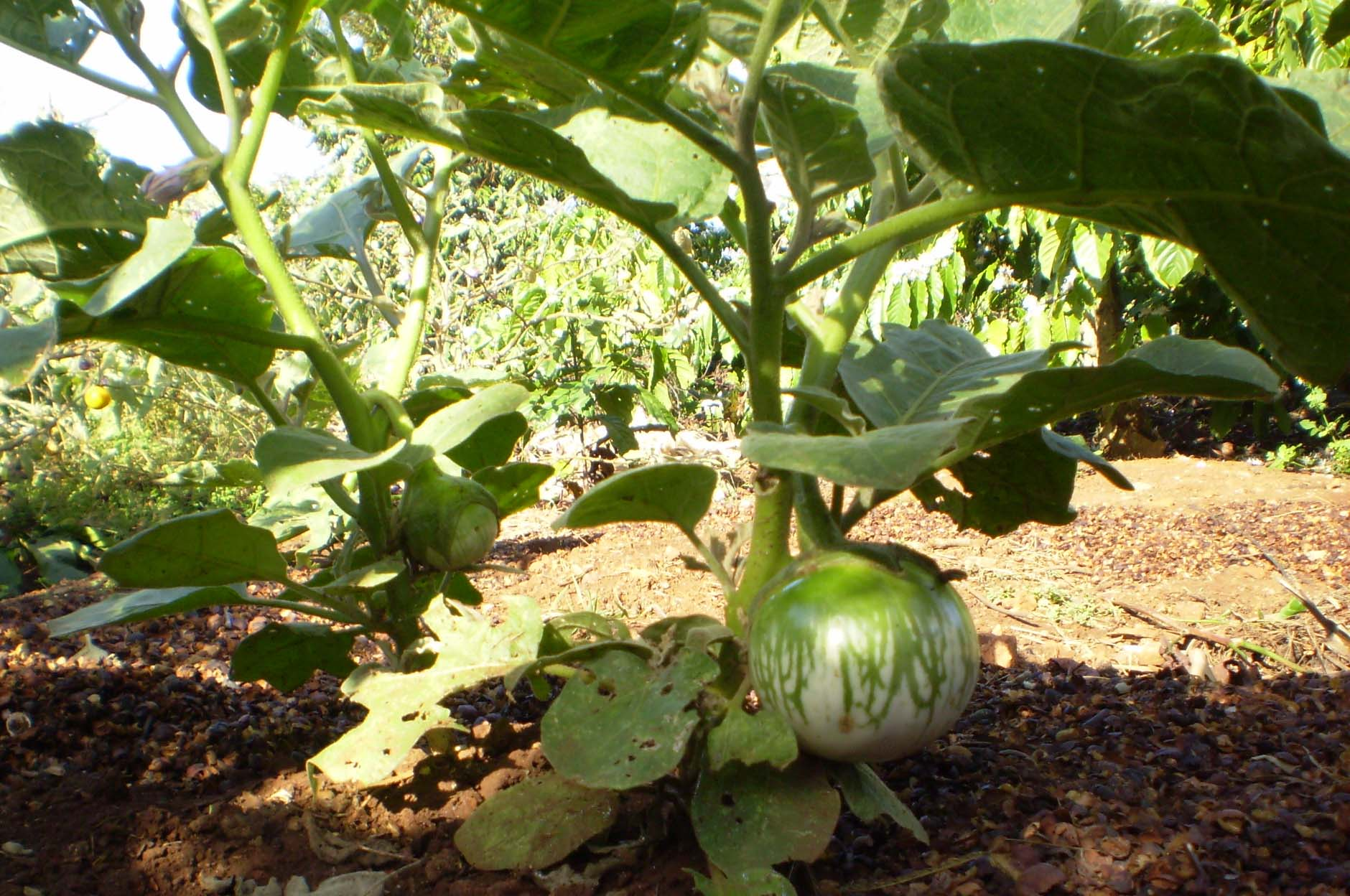
Cây và trái cà dừa

Cà dừa (Còn gọi là Cà bát, Cà tròn, Cà dĩa) là một loài cây thuộc họ Cà, thuộc chi S. melongena var. esculentum, cho quả được sử dụng làm thực phẩm. Nó có quan hệ họ hàng gần gũi với cà chua, khoai tây, cà tím, cà pháo. Nó là cây thân thảo, quả tròn to hơn cà pháo rất nhiều, có thể to như cái bát ăn cơm nên gọi là cà bát, hoa màu tía.

## Sử dụng
Trong cây cà bát phần ăn được, được sử dụng làm thực phẩm là quả. Người ta có thể xắt miếng bao bột chiên giòn, cắt miếng ngâm nước muối cho bớt chát nhựa và khỏi đen, ăn sống chấm với mắm cái hoặc mắm tôm nhưng phổ biến nhất là nấu canh như rau.

## Cà dừa trong văn hoá Việt Nam
Cà dừa là món ăn dân dã lâu đời của người Việt Nam nên đã trở nên thân thuộc và có dấu ấn rõ nét trong văn hoá. Màu tím đặc trưng của hoa loại cây này cũng được gọi là tím hoa cà.

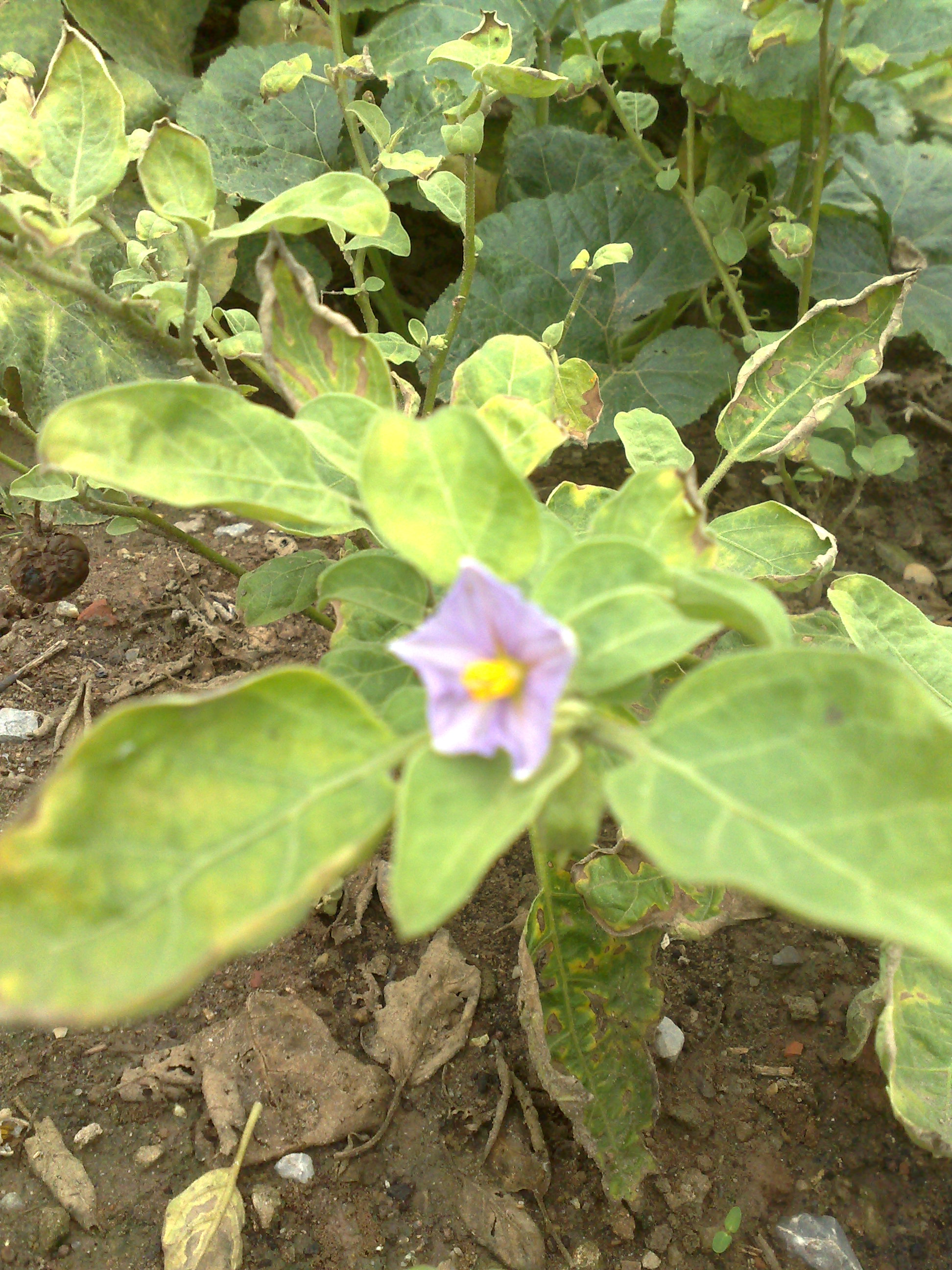
Màu tím hoa cà

- Thành ngữ:

"Một quả cà bằng ba thang thuốc."
"Tương cà là gia bản"
- Ca dao:

"Anh đi, anh nhớ quê nhà.
Nhớ canh rau muống, nhớ cà dầm tương"
"Bồng em đi dạo vườn cà
Cà non chấm mắm, cà già làm dưa"
"Công anh làm rể Chương Đài
Một năm ăn hết mười hai vại cà
Giếng đâu thì dắt anh ra
Kẻo anh chết khát với cà nhà em."
- Thơ ca:

"Muốn ăn rau sắng chùa Hương
Tiền đò ngại tốn con đường ngại xa
Mình đi ta ở lại nhà
Cái dưa thì khú cái cà thì thâm."
("Rau sắng chùa Hương" - Tản Đà)
Cũng vì bài thơ trên mà có độc giả "Đỗ Tang nữ" họa lại cùng gửi kèm với gói rau sắng. Thơ rằng:
"Kính dâng rau sắng chùa Hương
Tiền đò đỡ tốn con đường đỡ xa
Không đi thời gửi lại nhà
Thay cho dưa khú cùng là cà thâm."
"Ta đi ta nhớ núi rừng
Ta đi ta nhớ dòng sông vỗ bờ
Nhớ đồng ruộng, nhớ khoai ngô
Bát cơm rau muống quả cà giòn tan"
(Bài thơ Hắc Hải - Nguyễn Đình Thi)
"Quê hương quanh tôi những hoa cà hoa cải
Cũng có cô Tiên trong trái thị vàng"
(Quê hương - Phan Thành Minh)